# Боцяновский, Владимир Феофилович
Владимир Феофилович Боцяновский (1869—1943) — русский писатель, прозаик, историк, литературный критик.

## Биография
Родился 15 (27) июня 1869 года в селе Скоморохи Лещинской волости 5-го стана 2-го мирового участка городского благочиннического округа Житомирского уезда Волынской губернии в семье священника Феофила Боцяновского, отец которого, протоиерей Игнатий Львович Боцяновский, был настоятелем церкви во имя Св. Архистратига Михаила в селе Новополь Давидовской волости 1-го стана 1-го мирового участка 1-го благочиннического округа Житомирского уезда Волынской губернии. Феофил Игнатьевич Боцяновский (1847—1914) с 1869 года был священником в сёлах Писки и Скоморохи, что в Лещинской волости, в церквах во имя Георгия Победоносца и во имя Рождества Иоанна Предтечи. С 1908 по 1914 годы протоиерей Феофил Боцяновский был членом уездного отделения Волынского епархиального училищного совета; умер 13 (26) февраля 1914 года, похоронен на Вильском (Русском) кладбище в Житомире. Его жена — Надежда Силовна (умерла в 1904 году, похоронена на Вильском (Русском) кладбище в Житомире). У них было, как минимум, восемь человек детей — Владимир, Николай, Павел, Иван, Варвара, Елена, Наталья, Нина.
В 1888 году Владимир Феофилович Боцяновский окончил мужскую классическую гимназию в Житомире. Во время учёбы первое время проживал у родственника настоятеля протоиерея Михайловской церкви Феодота Иоанновича Храневича (член Волынской духовной консистории, служил священником в храме с 1867 по 1884 годы, проживал на улице Ивановской, позже улица Чапаева; у церкви помещений для причта не было; его жена — Юлия Аполлинариевна Боцяновская, двоюродная сестра Феофила Игнатьевича Боцяновского).
В 1892 году окончил курс историко-филологического факультета Санкт-Петербургского университета. Преподавал историю в петербургских гимназиях.
Писать и печататься начал ещё во время учёбы в гимназии в житомирской газете «Волынь». Первый очерк был напечатан в 1885 году. По приезде в Санкт-Петербург напечатал в «Историческом Вестнике» свои «исследования» написанные ещё в гимназии «О происхождении названия Волынь». В Университете написал ряд работ по истории Смутного времени. Эти работы легли в основу его дипломной диссертации. Вскоре вышли статьи: «Кто убил царевича Димитрия» (май, 1891, «Исторический Вестник») и «Финансовый кризис в Московском государстве XVII в.» («Русская Старина»).

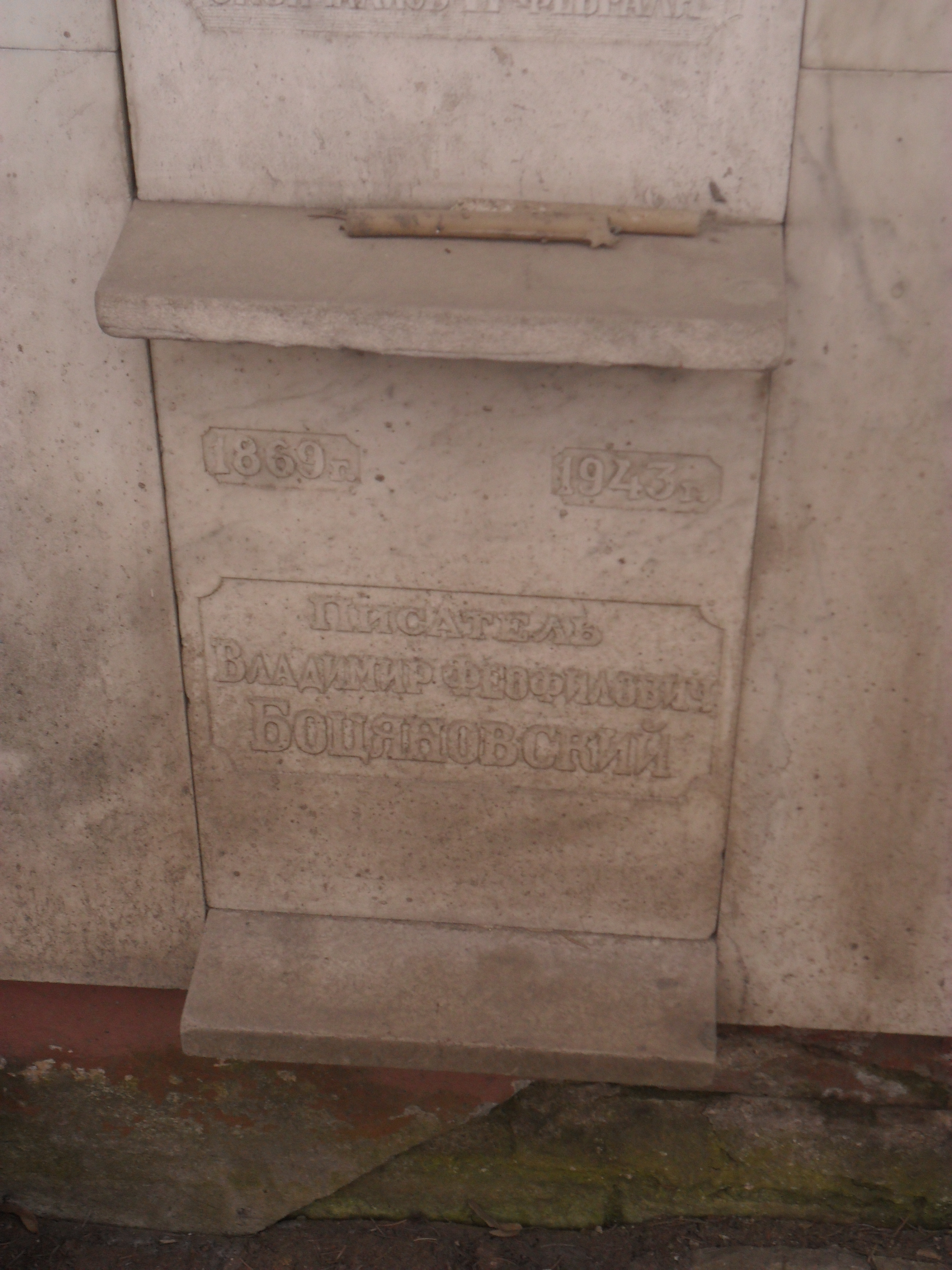
Плита колумбария Боцяновского на Новодевичьем кладбище Москвы.

Сначала специализировался на русской истории и истории русской литературы и с начала 1890-х годов поместил ряд статей и заметок в «Историческом Вестнике», «Русской Старине», «Библиографе», «Новом Времени», «Киевской Старине», «Новом Слове», «Словаре» Семёна Афанасьевича Венгерова.
Позднее перешёл в сферу литературно-публицистических интересов, издал небольшие критико-биографические этюды о Максиме Горьком (2 издания), Леониде Андрееве (Санкт-Петербург, 1903), Викентии Вересаеве (СПб., 1904), а с основанием газеты «Русь» (1903) ведёт в ней литературно-критический фельетон.
Максим Горький прочитав первую книгу о себе: «Максим Горький. Критико-биографический этюд» в 1900 году написал Боцяновскому следующее: «Владимир Феофилович! Книга Ваша нравится мне, ибо в ней есть любовь. Вы, очевидно, очень любите литературу, это сверкает всюду в Вашем очерке…»
Состоял в Русском библиологическом обществе. С 1904 по начало 1905 гг. являлся его Президентом.
В Энциклопедическом словаре Брокгауза и Ефрона есть как минимум 30 его статей.
С ноября 1920 по май 1923 г.г. работал в качестве преподавателя в Институте журналистики Российского телеграфного агентства (РОСТА) Ленинградского бюро. В начале 20-х годов состоял в качестве лектора в кинотеатрах и преподавателем истории литературы и техники сценария в Ленинградском Государственном институте экранного искусства (закрыт в 1926 году). Сотрудничал с журналом «Искусство трудящимся» (1924). Состоял лектором в Литературной студии Побалта. С февраля 1927 по сентябрь 1928 гг. состоял преподавателем Высших Госкурсов искусствоведения при Институте истории искусств. С декабря 1927 по сентябрь 1929 гг. состоял библиотекарем при Библиотеки Академии наук. С сентября 1928 по август 1930 гг. сотрудник журнала «Мир Приключений». Сотрудничал с издательством «П. П. Сойкин». Член Общества исследователей украинской истории, литературы и музыки. Командировался от общества в Одессу, Киев и Житомир для собирания материалов в местных архивах и библиотеках по истории иностранной интервенции на Украину в 1918-19 гг., а также по истории польского восстания 1863 года, собирал материалы про Генрику Пустовойтову (1930). Член Правления Пушкинского общества (1940). Член Ленинградского отделения Союза Советских писателей. Беспартийный.
21 июля 1942 года командирован в Москву для санаторного лечения. 24 июля 1942 года прибыл в Москву. Умер 16 июля 1943 года.
Дочь (от первого брака) — Надежда (Смирнова). Внук — Георгий. Правнук — Николай.